# ويليام ألبرت نوريس
ويليام ألبرت نوريس (بالإنجليزية: William Albert Norris)‏ هو قاضي أمريكي، ولد في 30 أغسطس 1927 في تورتله كريك في الولايات المتحدة، وتوفي في 21 يناير 2017 في لوس أنجلوس في الولايات المتحدة.